# آسانو یوشیناگا

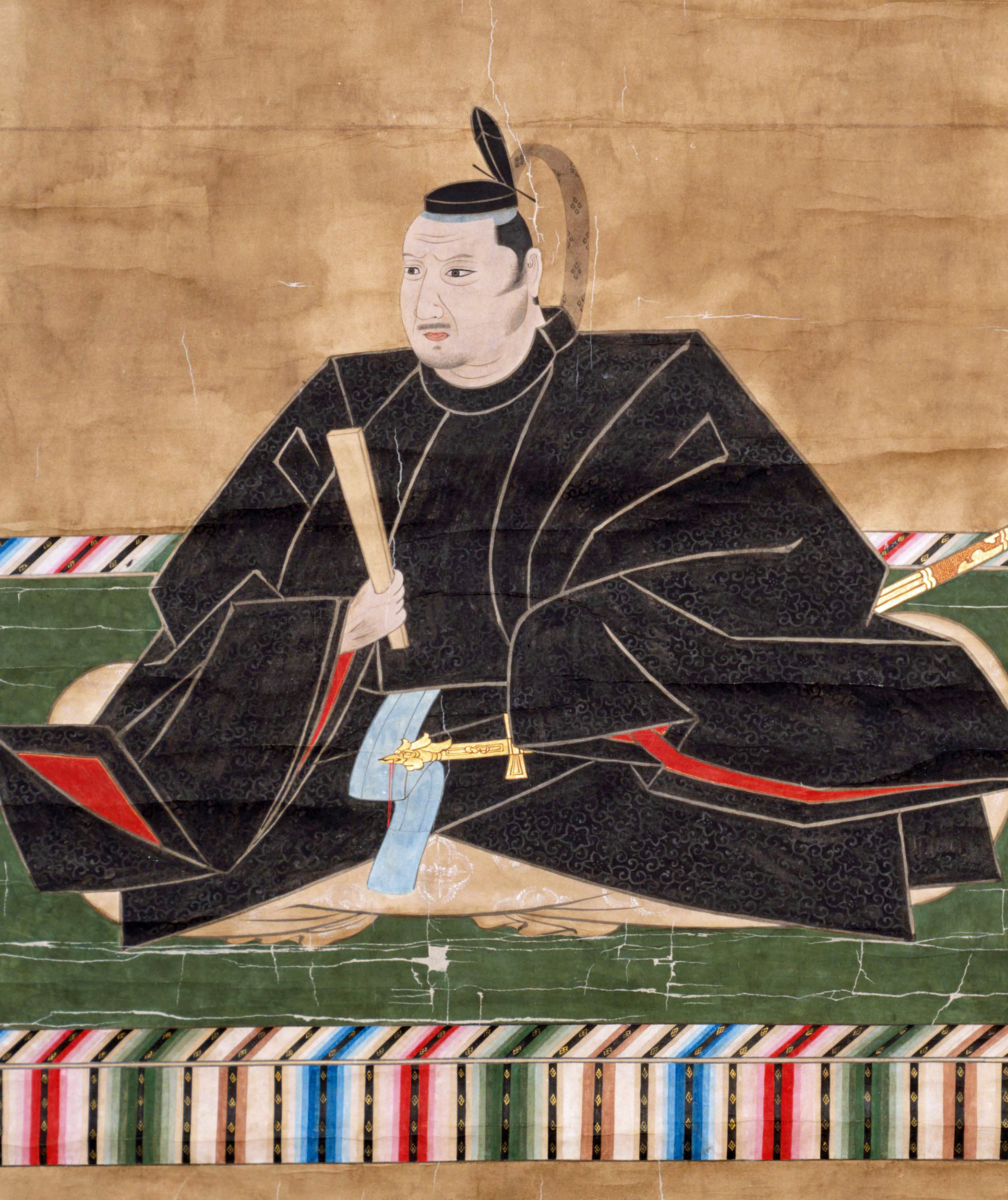

آسانو یوشیناگا (به ژاپنی: 浅野幸長 Asano Yoshinaga) یک سامورایی و دایمیو در اوایل دوره ادو بود.